# 笹川スポーツ財団
公益財団法人笹川スポーツ財団（こうえきざいだんほうじんささかわスポーツざいだん、SASAKAWA SPORTS FOUNDATION、略称：SSF）は、公益財団法人。以前は文部科学省所管の財団法人だったが、公益法人制度改革に伴い、2011年4月1日に公益財団法人に移行。日本財団（旧日本船舶振興会、現会長笹川陽平）の全額出資により設立され、主な収入も日本財団からの助成金によるものである。
「スポーツ・フォー・エブリワンの推進」をスローガンに、市民スポーツ（生涯スポーツ）の育成とワールドゲームズへの支援（寄付）を行っている